# Sprijinul națiunii-gazdă în România
Sprijinul națiunii-gazdă  (în engleză Host Nation Support, acronim HNS) în România este un domeniu funcțional al logisticii operațiunilor întrunite, reglementat de Ordinul nr. 36/2008 pentru aprobarea Regulamentului logisticii operațiilor întrunite al Ministerului Apărării Naționale.
Conform Regulamentului adoptat prin acest Ordin, sprijinul națiunii-gazdă⁠(en)[traduceți] reprezintă totalitatea acțiunilor de sprijin logistic, financiar, legislativ și procedural, care definesc asistența civilă sau militară acordată de către națiunea-gazdă (în engleză Host Nation) – care în acest caz este România, forțelor armate străine care staționează, intră sau ies, operează sau se află în tranzit pe teritoriul național al României.

## Baze legislative
Printre prevederile legislative în baza cărora forțele NATO se află în România se regăsesc:
- Acordul dintre statele părți la Tratatul Atlanticului de Nord cu privire la statutul forțelor lor, semnat la Londra la 19 iunie 1951
- Protocolul privind statutul Comandamentelor Militare Internaționale înființate în temeiul Tratatului Atlanticului de Nord (NATO–SOFA), semnat la Paris la 28 august 1952
- Acordul suplimentar la Protocolul de la Paris dintre Guvernul României și Comandantul Suprem al Forțelor Aliate din Europa și Comandamentul Suprem Aliat pentru Transformare⁠(en)[traduceți], semnat la Bruxelles la 2 decembrie 2015
- Memorandumul de înțelegere (MOU) dintre Guvernul României și Comandamentul Suprem al Forțelor Aliate din Europa și Comandamentul Suprem Aliat pentru Transformare privind acordarea sprijinului națiunii gazdă pentru executarea operațiilor și exercițiilor NATO, semnat la Mons, Belgia, la 6 aprilie 2006 și la 10 aprilie 2006

România a aderat la Acordul de la Londra semnat la 19 iunie 1951 și la Protocolul de la Paris semnat la 28 august 1952, prin Legea nr. 362 din 8 septembrie 2004.